# Cosmiomma hippopotamensis
Cosmiomma hippopotamensis är en fästingart som beskrevs av Henry Denny 1843. Cosmiomma hippopotamensis ingår i släktet Cosmiomma och familjen hårda fästingar. Inga underarter finns listade i Catalogue of Life.